# 王依書
王依書，號雒符，河南歸德府柘城縣人，清朝政治人物、進士出身。

## 生平
順治三年（1646年）登丙戌科進士。順治七年，升任福建按察使司佥事、管分守福宁道参议。